# 靳岗天主教堂
靳岗天主教堂是天主教南阳教区的主教座堂，位于河南省南阳市郊外的靳岗村。现为河南省文物保护单位。

## 历史
1791年，法国遣使会神甫刘方济秘密来到南阳靳岗，发展了若干家教徒。因此后来这里长期作为天主教河南教区的中心。1870年，意大利米兰外方传教会接管河南省的教务，派安西满（1831年—1904年）任河南教区主教。
1875年，安西满在靳岗建成可容千余人的罗马式主教座堂。附近还陆续建造了女经堂、司铎楼、圣母院、坟园、西满中学等。1895年，还在村庄周围用三合土修建坚固高大的寨垣，周长1500米，高6米，共设5座寨门。靳岗教堂还在靳岗和汉口设有账房，分别管理附近的3700多亩土地和汉口租界内80余栋房产。
1900年7月6日到9日，义和团曾发动数万人围攻靳岗教堂，当时河南全省四分之三的教堂已被捣毁。
1951年至1954年1月，意籍传教士陆续被驱逐出境。1956年，靳岗天主教堂开始由天主教友爱国会管理。1963年大堂失火焚毁。1980年8月15日，开放女经堂。